# Drapeau de la République du Rio Grande
Le drapeau de la République du Rio Grande a été utilisé en 1840, pendant 283 jours du 17 janvier au 6 novembre, aussi longtemps que la république existait. Ce pays a été formé par les États du nord-est du Mexique de Coahuila, Nuevo León et Tamaulipas. Le drapeau n'était plus utilisé à la suite de la défaite de la République du Rio Grande par les troupes mexicaines.

## Conception
Le drapeau de la République du Rio Grande a un palan bleu avec trois étoiles blanches qui courent uniformément le long du palan. Les trois étoiles représentent les trois États qui ont fait sécession : Coahuila, Nuevo León et Tamaulipas. La mouche est divisée en trois bandes, une blanche, une rouge et une noire.
Il existe d'autres conceptions suggérées pour le drapeau, comme l'ont noté les historiens, y compris les variantes tricolores de rouge, blanc et noir, de rouge, blanc et vert et de et rouge, blanc et bleu.

variante à bande noire
variante à bande verte
variante bande bleu foncé

Les historiens ont noté que, quelle que soit l'apparence du drapeau, il présentait des similitudes avec le drapeau de 1839 de la République du Texas et le drapeau de 1841 de la République du Yucatán.
La ville de Laredo, au Texas, utilise la variante à rayures noires de ce drapeau comme drapeau de la ville, tout en l'incorporant ainsi que les six drapeaux du reste du Texas sur ses armoiries de la ville. Laredo avait servi de capitale de la brève république. La ville de Weslaco, au Texas, utilise la variante à rayures noires exposée avec les six drapeaux du Texas susmentionnés dans son musée de la ville.